# Jaguar C-Type

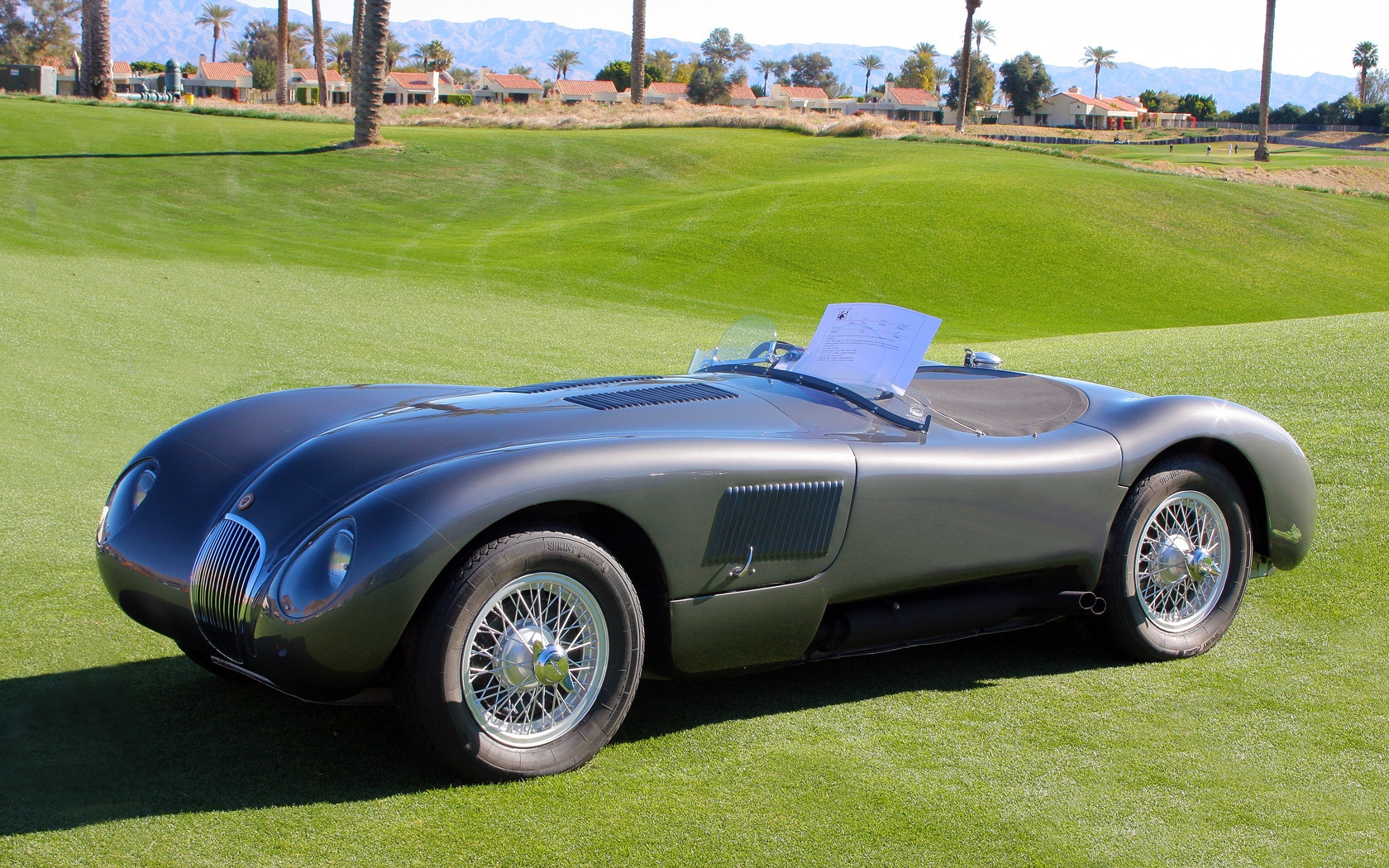
Jaguar C-Type von 1953

Der Jaguar C-Type (eigentlich Jaguar XK 120 C, das C stand für Competition = Wettbewerb) ist ein zweisitziger Sportwagen für den Rennbetrieb, der 1951 um den verbesserten Motor des Jaguar XK 120 herum entwickelt wurde.

## Modellbeschreibung
Der C-Type hatte einen Sechszylinder-Motor XK 120 mit 3442 cm³ mit 200 bhp. Damit erreichten diese Rennfahrzeuge 232 km/h. Sie waren mit Girling-Trommelbremsen an allen vier Rädern ausgestattet. Der C-Type kam erstmals im Mai 1951 auf die Rennstrecke und das Team Peter Walker/Peter Whitehead errang im 24-Stunden-Rennen von Le Mans den Sieg.
Eine Straßenzulassung war damals für solche Wagen ohne Wetterschutz nichts Ungewöhnliches, da sie in der Regel auf eigener Achse zu den verschiedenen Rennstrecken fuhren.
Während die „Production“-Kleinserie von 1952 der ursprünglichen Spezifikation entsprach, setzte Jaguar selbst bereits eine verbesserte und leistungsstärkere Variante ein. Nachdem Stirling Moss wegen der anscheinend überragend schnellen Mercedes-Benz 300 SL die Techniker zu hastigen aerodynamischen Verbesserungen veranlasst hatte, erwiesen sich gerade diese im Rennen von Le Mans als Handicap: Alle Fahrzeuge fielen wegen Überhitzung aus.
Für 1953 bot Jaguar nochmals verbesserte, in der äußeren Linienführung wieder der ursprünglichen Ausführung entsprechende C-Types mit nochmals erhöhter Leistung, zum Teil bereits mit Dunlop-Scheibenbremsen, auf.
1954 wurde der C-Type nach 53 Exemplaren und einem noch auf dem Gitterrohrrahmen des C-Type basierenden Übergangsprototyp „XKC 054“ durch den Jaguar D-Type abgelöst.
Alle Serienfahrzeuge hatten Karosserien, die der britische Spezialbetrieb The Abbey Panel & Sheet Metal Co. konstruiert und aufgebaut hatte.

## Galerie

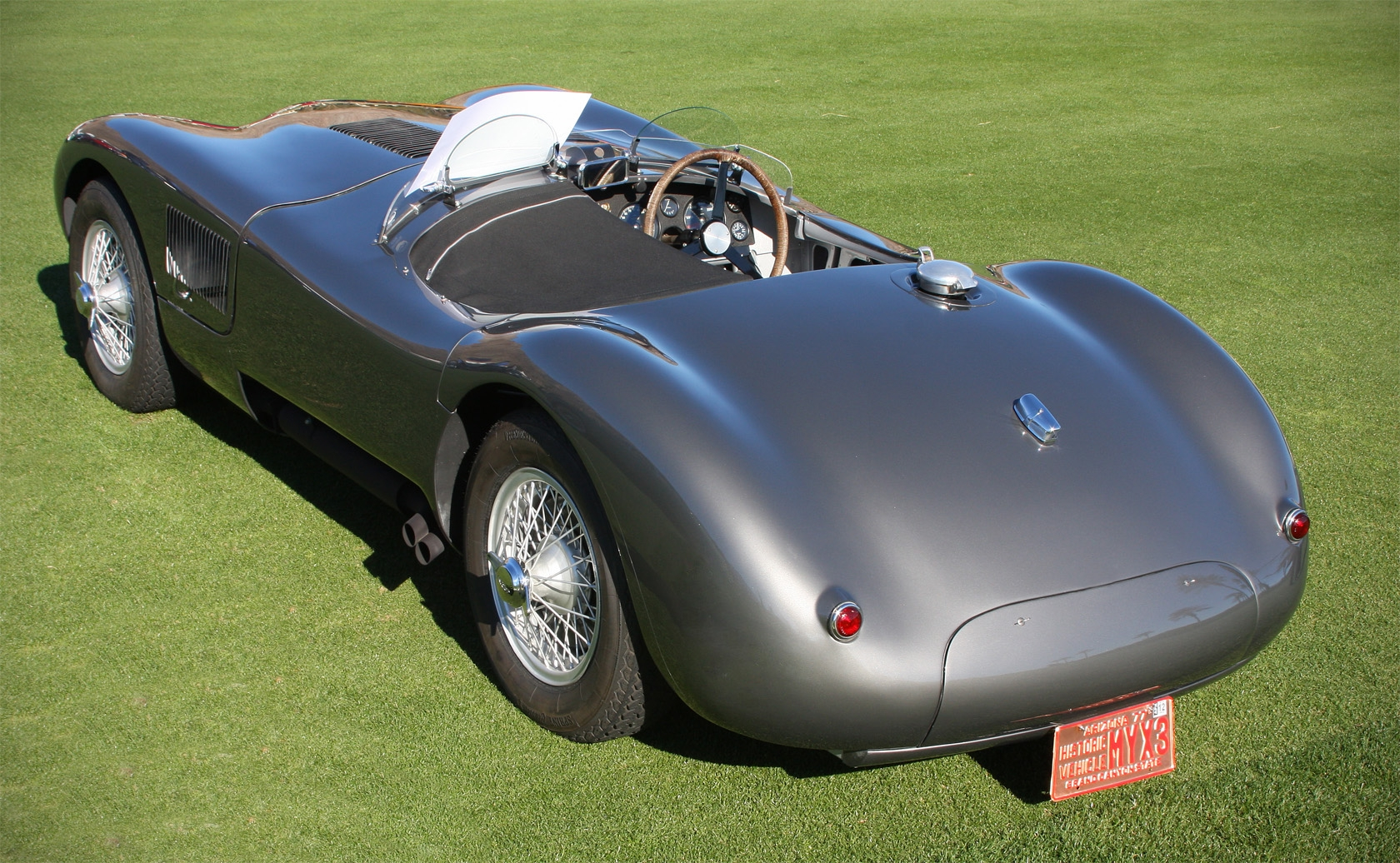
Jaguar C-Type von 1953, Rückansicht
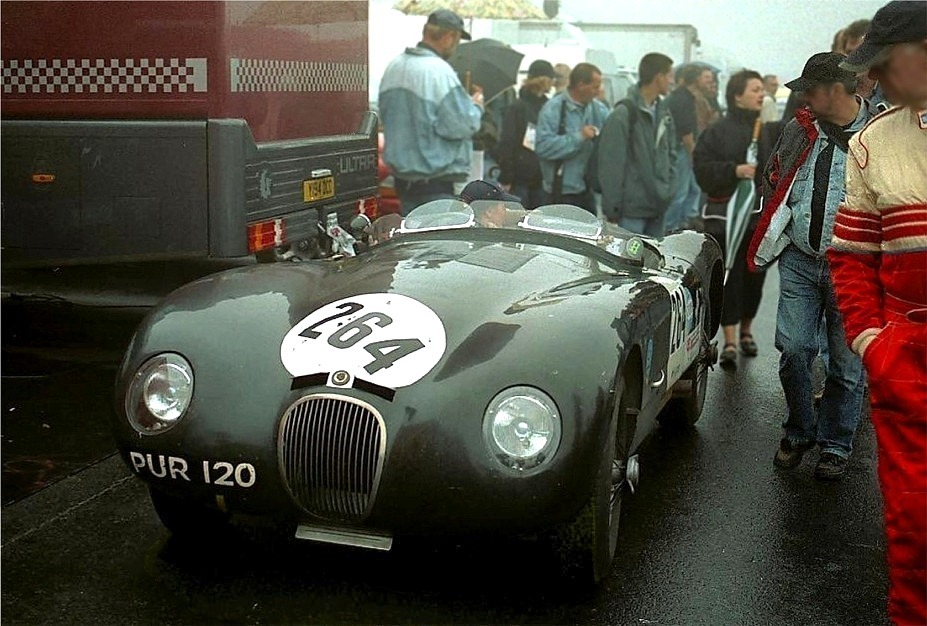
Jaguar C-Type von 1953 beim Oldtimer-Grand-Prix 2002 auf dem Nürburgring
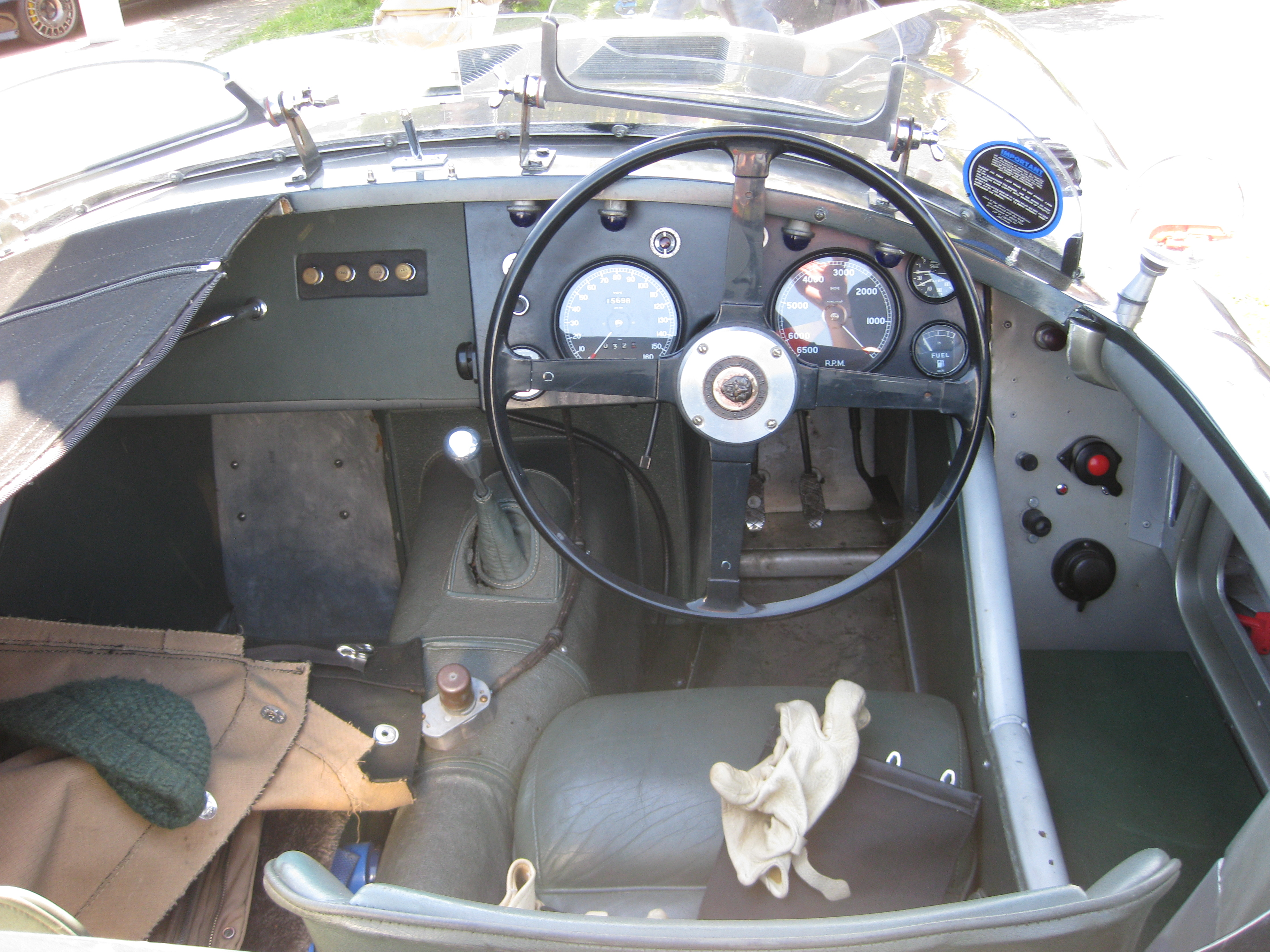
Jaguar C-Type Cockpitansicht
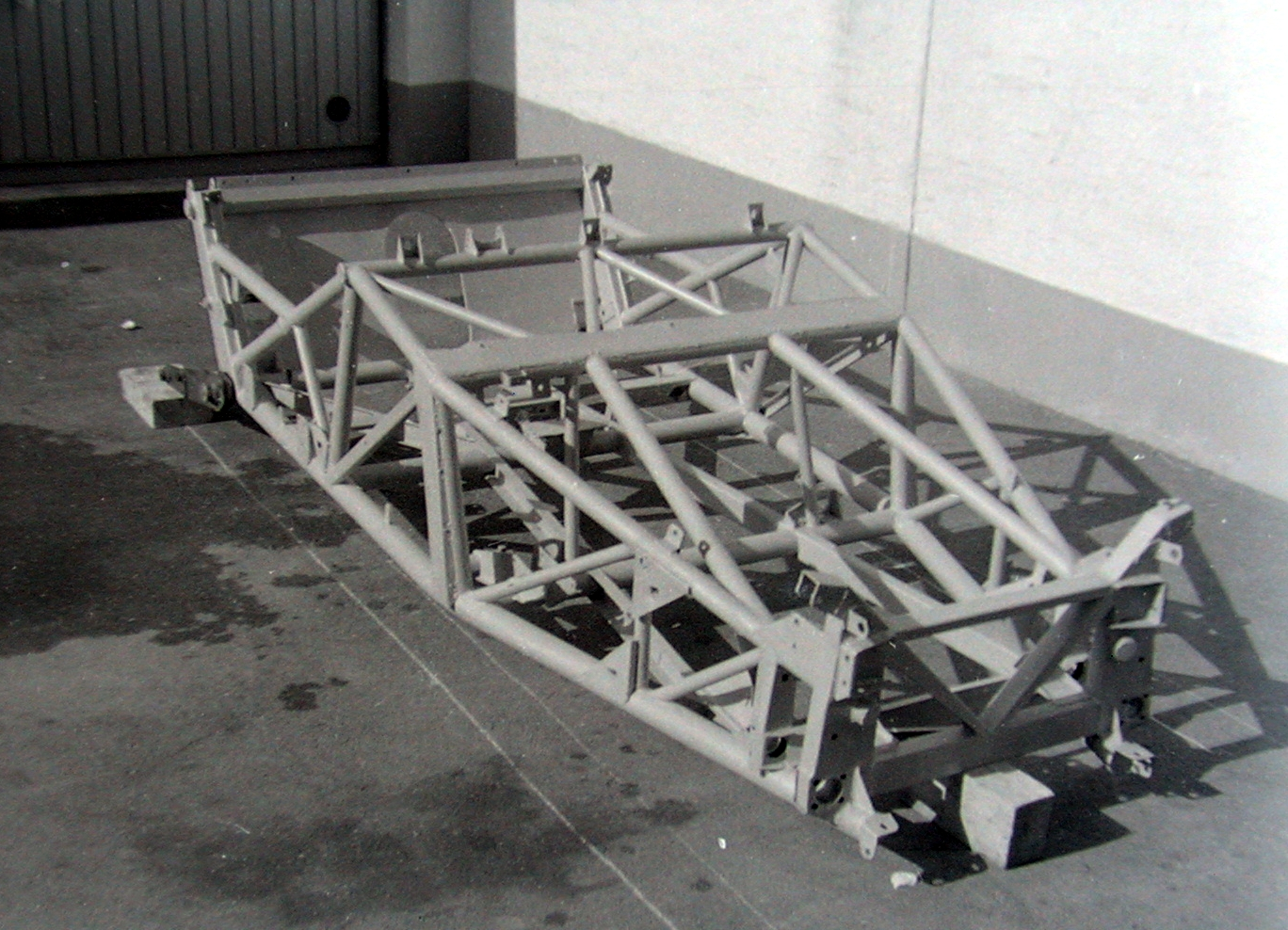
Gitterrohrrahmen des XKC 045
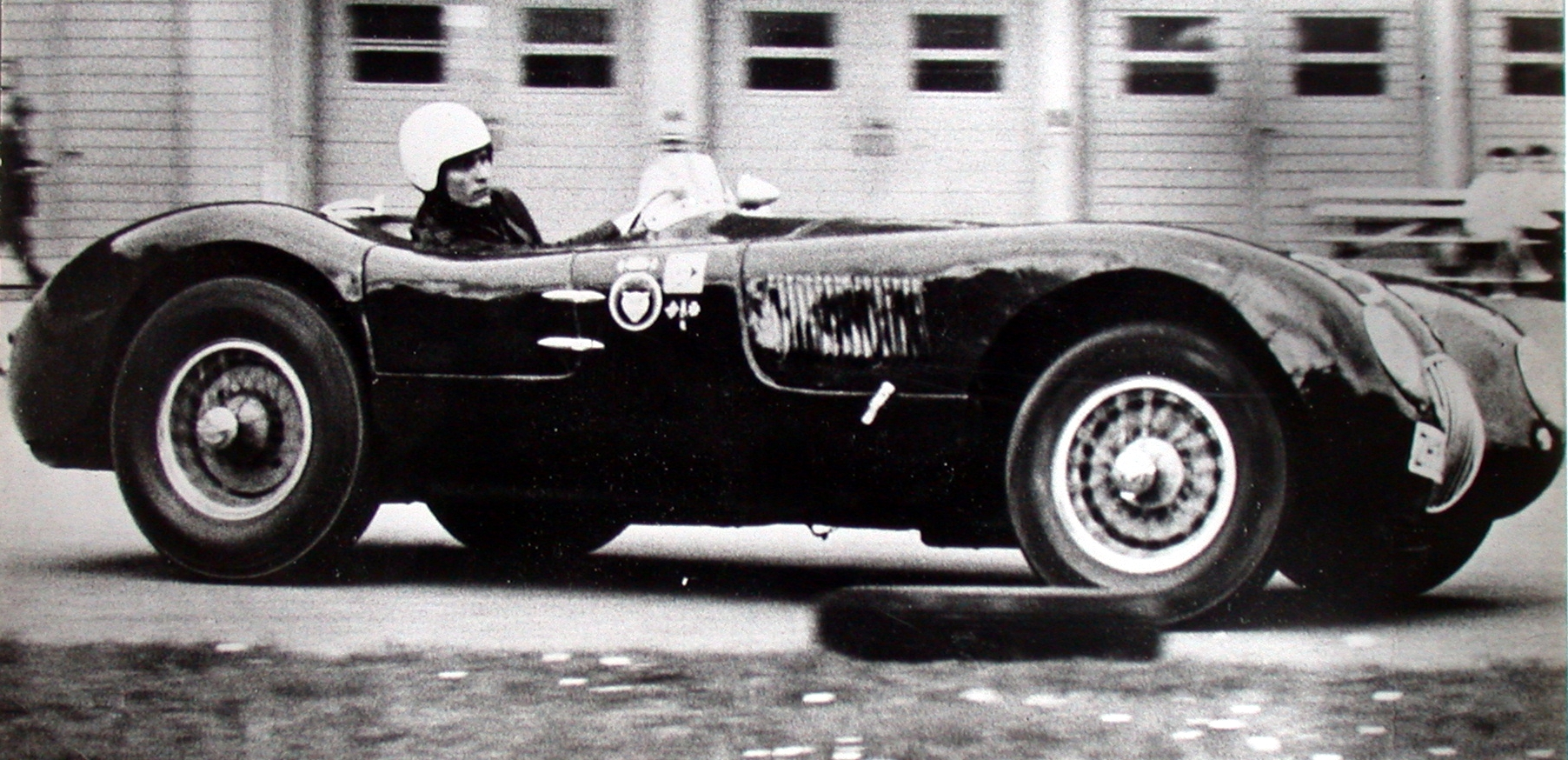
Jaguar C-Type XKC 045